# Mirela Oprișor
Mirela Oprișor (n. 12 mai 1973, Brașov, România) este o actriță română de teatru, televiziune, voce și film. Este cunoscută pentru rolul Aspirinei din Las Fierbinți. În 2011 a primit premiul Gopo pentru cea mai bună actriță pentru rolul Adrianei Hanganu din filmul Marți, după Crăciun.

## Biografie
Mirela Oprișor este actriță la Teatrul de Comedie din București. A absolvit Universitatea Națională de Artă Teatrală și Cinematografică Ion Luca Caragiale din București în anul 2000, la clasa profesorului Florin Zamfirescu.
S-a angajat la Teatrul de Comedie după terminarea facultății, dar a rămas într-un con de umbră în perioada în care s-a născut fiica ei. Rolul care a readus-o în atenția publicului și a regizorilor este cel al Adrianei Hanganu din filmul „Marți, după Craciun”, regizat de Radu Muntean. Pentru acest rol a primit și Premiul pentru cea mai bună actriță la Festivalul de Film de la Sarajevo.
Actriță de scenă și film, Mirela Oprișor este căsătorită cu actorul și scriitorul Mimi Brănescu. Au împreună o fiică.

## Roluri în teatru

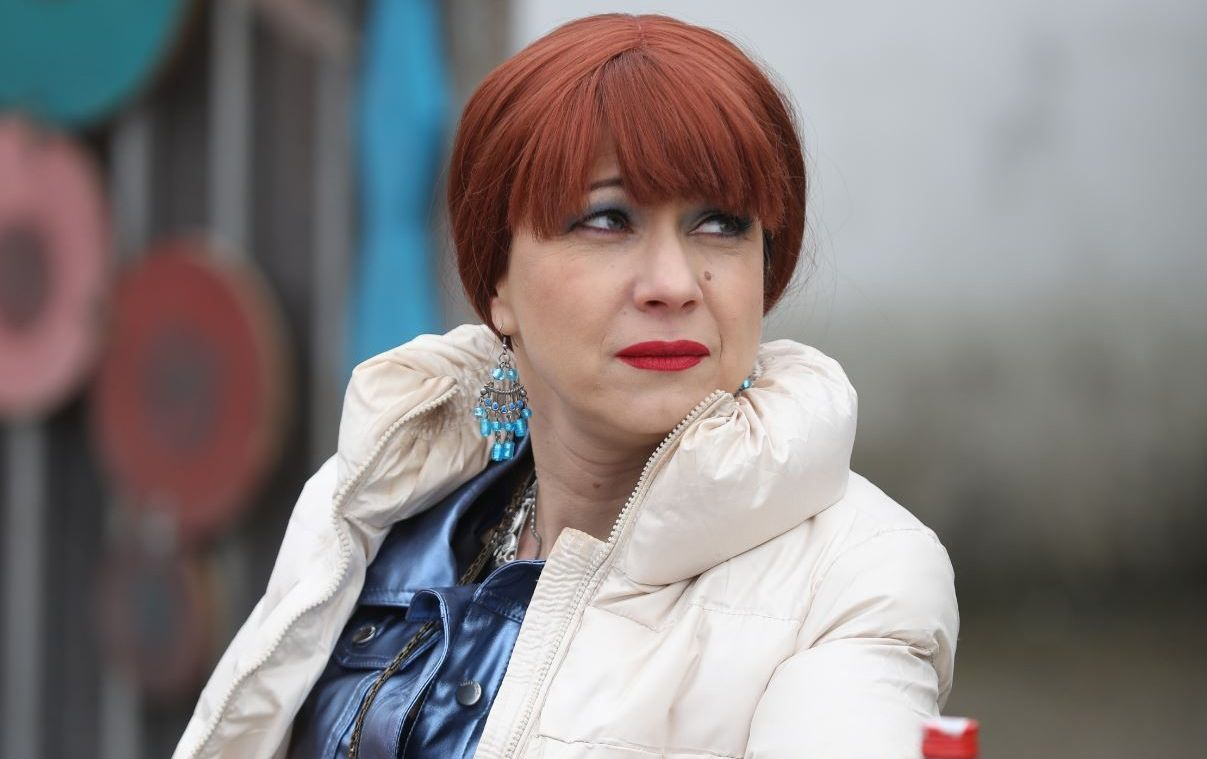

- A douăsprezecea noapte, la Teatrul de Comedie, București
- Chirița of Bârzoieni, la Teatrul de Comedie, București
- Delir în doi, la Teatrul de Comedie, București
- Dumnezeul de a doua zi, Teatrul Act din București
- Flori, fete, filme sau băieți, Teatrul Act din București
- Peste tot acasă, la Teatrul de Comedie din București
- Țara lui Abuliu, Teatrul de Comedie
- All inclusive de Alexandru Popa
- Pe o pânză de păianjen de Alexandru Popa

## Film și televiziune

### Filmografie
- Fragile (2000)
- La bani, la cap, la oase (2010) — sora Agatha
- 2011 — Marți, după Crăciun, regia Radu Muntean
- 2002 — Ajutoare umanitare, regia Hanno Hoffer[10]

### Televiziune
- Numai iubirea - Karina

- Serialul de televiziune Las Fierbinți, regia Dragoș Buliga[11] - Aspirina